# Zwartzusters van Lier
Die Zwartzusters van Lier sind eine römisch-katholische Ordensgemeinschaft für Frauen, die seit 1395 besteht.

## Geschichte
Die Gemeinschaft der Zwartzusters van Lier wurde im Jahre 1395 begründet, wobei ein gewisser Jan Van den Masthe ihr ein Haus mit Grundstück zukommen ließ. Sie nahm zwischen 1459 und 1464 die Regel des heiligen Augustinus an.
Nachdem sie bereits am 1. Februar 1515 durch das Stiftskapitel von St. Gummarus die Zustimmung zum Bau einer eigenen Kapelle erhalten hatten, gab ihnen 1542 der Stadtmagistrat die Genehmigung zur Vergrößerung ihres Konventes, welcher bis dahin stets fünf oder sechs Schwestern zählte, auf sieben oder acht Mitglieder zu erhöhen.
Das Kloster, welches am Ende des 16. Jahrhunderts als arm und gering an Einkommen bezeichnet wurde, konnte sich 1625 erstmals auf 11 Schwestern erhöhen. In der ersten Jahrhunderthälfte scheinen sich die Klosterfinanzen wesentlich gebessert zu haben und sie  bauten 1637 ein neues Pesthaus, im Jahr darauf eine neue Klosterkapelle und 1642 einen neuen Krankensaal.
Rund anderthalb Jahrhunderte geriet die Gemeinschaft durch die Französische Revolution in Bedrängnis. Am 27. Juli 1794 wurde den 21 Schwestern mitgeteilt, dass sie eine Abgabe von 1.000 Gulden zu leisten hätten, was für das Kloster eine schwere Belastung darstellte. Die Aufhebung des Klosters befürchtend mietete die Oberin, Schwester Benedicta Meeus, am 11. Januar 1798 den Hof van Cuyck. Es zeigte sich bald, dass ihre Befürchtungen berechtigt waren. Nachdem am 5. März 1798 ein Klosterinventar verlangt worden war, erschien am 8. Mai des Jahres, gegen 11:30 Uhr mittags, ein Kommissar und verkündete den Schwestern die Aufhebung ihres Klosters. Offensichtlich verließen sie es nur unter Nachdruck – so hat zum Beispiel eine Schwester den Soldaten, der sie grob am Arm griff, in die Hand gebissen. Als die Gebäude verkauft werden sollten, fand die Oberin einen Mittelsmann namens Van Hal, welcher das Kloster auf der Versteigerung vom 11. August für 82.000 Livres erstand. Es bleibt bis heute die Frage, wie Mutter Benedicta das Geld aufgetrieben hatte, da die Gemeinschaft in keiner Weise zur Zahlung einer solchen Summe fähig war.
Am 21. Oktober 1821 erhielt das Kloster die staatliche Anerkennung und die Zulassung für 14 Mitglieder, was insofern eine Schwierigkeit darstellte, da sie zu diesem Zeitpunkt noch 18 Schwestern zählten. In den folgenden Jahren machte das Kloster eine positive Entwicklung. Nachdem 1868 das Äußere des Klosters erneuert wurde, konnte einige Jahre später ein neuer Krankensaal errichtet werden.
Die Kongregation, die sich immer noch auf ihr Mutterhaus beschränkte, konnte bis 1891 auf 39 Schwestern anwachsen, aggregierte sich am 26. Dezember 1927 dem Augustinerorden und wuchs bis 1931 auf 48 Schwestern, bis 1947 sank jedoch die Zahl auf 22.
Nun begann für die Kongregation eine Blütezeit. Bereits 1946 übernahmen die Schwestern das ehemalige Alexianerkloster, in dem sie ein Altenheim einrichteten, das sie von ihrem Kloster aus betreuten. Doch nahm die Entwicklung so positive Züge an, dass es 1958 zu einer ersten Filialgründung kam, welche sich dann am 15. Januar des genannten Jahres mit der Eröffnung eines Krankenhauses in Deurne und vier Jahre später mit einem Altenheim in Zandhoven vollzog. Mit letzterem hatte sich die Kongregation bischöflichen Rechtes jedoch finanziell übernommen und verschuldet. Dies waren jedoch nicht die einzigen Probleme. Vielmehr entwickelte sich die Person der Generaloberin, Schwester Madeleine Verbeeck, zu einer Person, an der sich die Geister schieden. Das Jahr 1964 entwickelte sich zu einer Katastrophe, in deren Verlauf nicht weniger als 22 Schwestern austraten, unter ihnen die am 24. September abgesetzte Generaloberin, Moeder Madeleine.
Vier Jahre später fusionierten sich die Grauwzusters van de Sint-Antoniusstraat zu Antwerpen mit ihnen, so dass die Gemeinschaft 1970 insgesamt 57 Professen in fünf Häusern zählte, bis 1995 jedoch auf 30 Schwestern in drei Niederlassungen sank.